# Free as a Bird (EP)
Free as a Bird är ett samlingsalbum av The Beatles från 1995.
I mitten av 1990-talet genomförde de då ännu levande Beatlesmedlemmarna Paul McCartney, George Harrison och Ringo Starr det s.k. Anthology-projektet. Tre dubbel-CD kom ut med tidigare outgivna versioner av studioinspelningar, en serie VHS- och DVD-filmer om gruppens historia samt en stor bok med titeln Anthology.
På dubbel-CD:n Anthology 1 fanns låten Free as a Bird med. Detta var den första nya Beatleslåt som kommit ut sedan 1970 - producerad av Jeff Lynne från ELO. En demoinspelning med John Lennon från 1977 hade byggts på av de andra medlemmarna.
I anslutning till CD-albumen gavs också tre EP-album ut. Free as a Bird var titelspår på en av dessa. I övrigt innehöll denna CD tre spår som inte fanns med på fullängds-CD-skivorna: alternativa stereoversioner av I Saw Her Standing There och This Boy från 1963 samt Christmas Time Is Here Again, 1967 års julskiva till Beatles fan clubs medlemmar. Denna hade tidigare funnits på LP:n The Beatles Christmas Album, som enbart distribuerats till fanclubmedlemmar 1970. Utgåvan på denna EP är den första stereoversionen av denna julskiva.
EP:n gavs ut i stereo den 12 december 1995.